# Манкейто (Міннесота)
Манкейто (англ. Mankato) — місто (англ. city) в США, в округах Блю-Ерт, Ніколлет і Ле-Сюер штату Міннесота. Населення — 44 488 осіб (2020).

## Географія
Манкейто розташоване за координатами 44°10′14″ пн. ш. 93°58′46″ зх. д. / 44.17056° пн. ш. 93.97944° зх. д. (44.170573, -93.979516).  За даними Бюро перепису населення США в 2010 році місто мало площу 47,28 км², з яких 46,38 км² — суходіл та 0,91 км² — водойми. В 2017 році площа становила 50,36 км², з яких 49,45 км² — суходіл та 0,90 км² — водойми.

### Клімат
| Клімат : Манкейто                      | Клімат : Манкейто | Клімат : Манкейто | Клімат : Манкейто | Клімат : Манкейто | Клімат : Манкейто | Клімат : Манкейто | Клімат : Манкейто | Клімат : Манкейто | Клімат : Манкейто | Клімат : Манкейто | Клімат : Манкейто | Клімат : Манкейто | Клімат : Манкейто |
| Показник                               | Січ.              | Лют.              | Бер.              | Квіт.             | Трав.             | Черв.             | Лип.              | Серп.             | Вер.              | Жовт.             | Лист.             | Груд.             | Рік               |
| Абсолютний максимум, °C                | 16,7              | 17,8              | 28,9              | 34,4              | 41,1              | 40,6              | 41,1              | 41,7              | 37,8              | 32,8              | 27,8              | 18,9              | 41,7              |
| Середній максимум, °C                  | −5                | −1,1              | 5,0               | 13,9              | 21,7              | 26,7              | 28,3              | 27,2              | 22,8              | 15,6              | 5,0               | −2,8              | 13,2              |
| Середній мінімум, °C                   | −14,4             | −11,7             | −5                | 2,2               | 8,9               | 13,9              | 16,7              | 15,0              | 10,0              | 2,8               | −4,4              | −11,7             | 1,9               |
| Абсолютний мінімум, °C                 | −38,9             | −36,1             | −32,8             | −19,4             | −5,6              | −0,6              | 3,9               | 1,1               | −6,7              | −18,3             | −27,8             | −35,6             | −38,9             |
| Норма опадів, мм                       | 24                | 20                | 49                | 73                | 105               | 128               | 124               | 135               | 81                | 63                | 46                | 27                | 875               |
| -------------------------------------- | ----------------- | ----------------- | ----------------- | ----------------- | ----------------- | ----------------- | ----------------- | ----------------- | ----------------- | ----------------- | ----------------- | ----------------- | ----------------- |
| Джерело: National Climatic Data Center |                   |                   |                   |                   |                   |                   |                   |                   |                   |                   |                   |                   |                   |

## Демографія
Згідно з переписом 2010 року, у місті мешкало 39 309 осіб у 14 851 домогосподарстві у складі 7093 родин. Густота населення становила 831 особа/км².  Було 15784 помешкання (334/км²).
Расовий склад населення:
| - 89,9 % — білих - 4,0 % — чорних або афроамериканців - 2,8 % — азіатів - 0,3 % — корінних американців |

До двох чи більше рас належало 2,1 %. Частка іспаномовних становила 2,9 % від усіх жителів.
За віковим діапазоном населення розподілялося таким чином: 16,3 % — особи молодші 18 років, 73,1 % — особи у віці 18—64 років, 10,6 % — особи у віці 65 років та старші. Медіана віку мешканця становила 25,4 року. На 100 осіб жіночої статі у місті припадало 100,1 чоловіків;  на 100 жінок у віці від 18 років та старших — 99,0 чоловіків також старших 18 років.
Середній дохід на одне домашнє господарство  становив 58 731 долар США (медіана — 41 425), а середній дохід на одну сім'ю — 79 470 доларів (медіана — 63 674). Медіана доходів становила 41 068 доларів для чоловіків та 34 300 доларів для жінок. За межею бідності перебувало 26,2 % осіб, у тому числі 16,6 % дітей у віці до 18 років та 8,8 % осіб у віці 65 років та старших.
Цивільне працевлаштоване населення становило 23 243 особи. Основні галузі зайнятості: освіта, охорона здоров'я та соціальна допомога — 30,4 %, роздрібна торгівля — 14,7 %, мистецтво, розваги та відпочинок — 13,8 %.